# Puberg
 Puberg (en alsacià Bubert) és un municipi francès, situat a la regió del Gran Est, al departament del Baix Rin. L'any 1999 tenia 346 habitants. Limita al nord-est amb Rosteig, al sud-est amb Zittersheim, al sud-oest amb Hinsbourg, a l'oest amb Frohmuhl i Weislingen i al nord-oest amb Volksberg.
Forma part del cantó d'Ingwiller, del districte de Saverne i de la Comunitat de comunes de Hanau-La Petite Pierre.

## Demografia
| 1962 | 1968 | 1975 | 1982 | 1990 | 1999 |
| ---- | ---- | ---- | ---- | ---- | ---- |
| 312  | 314  | 332  | 306  | 313  | 346  |

## Administració
| Període | Identitat    | Partit |
| ------- | ------------ | ------ |
| 2001-   | Henri Munsch |        |